# 1906 en architecture
| Années de l'architecture : 1903 - 1904 - 1905 - 1906 - 1907 - 1908 - 1909    |
| Décennies de l'architecture : 1870 - 1880 - 1890 - 1900 - 1910 - 1920 - 1930 |

Cet article présente les faits marquants de l'année 1906 en architecture.

## Réalisations

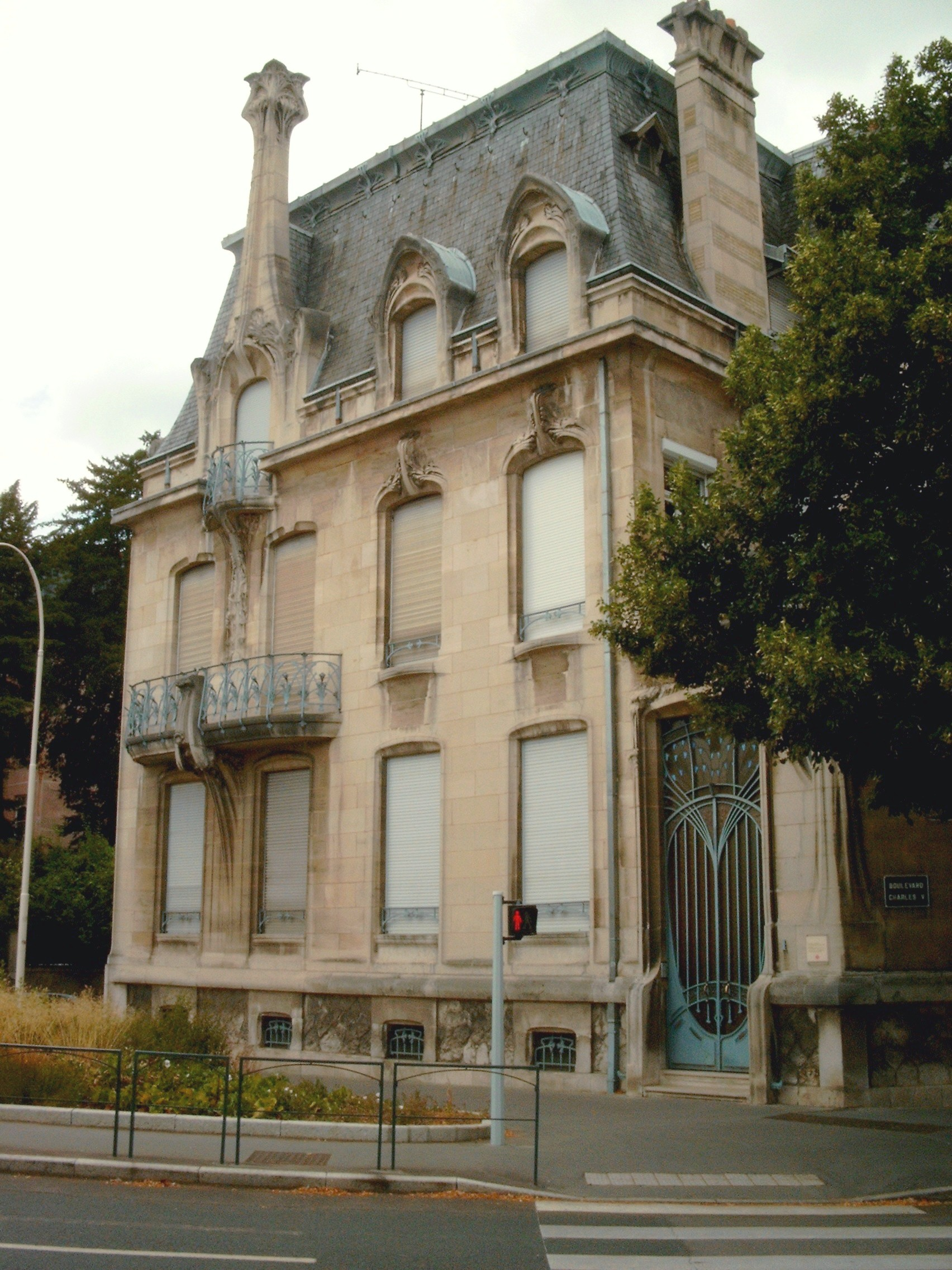
Immeuble Weissenburger à Nancy

- L'architecte américain Frank Lloyd Wright construit l'Unity Temple à Oak Park dans l'Illinois, l'un des premiers ouvrages de béton.
- Les travaux de l'actuelle Grande Mosquée de Djenné commencent.
- Lucien Weissenburger construit l'immeuble Weissenburger au 1, boulevard Charles V à Nancy.
- Antoni Gaudí construit la Casa Milà à Barcelone.
- Château d'eau pour la première usine de gaz de Barcelone, sur les plans de l'architecte Josep Domènech i Estapà.

## Événement
- x

## Récompenses
- Royal Gold Medal : Lawrence Alma-Tadema.
- Prix de Rome : Patrice Bonnet.

## Naissances
- 2 juin : Carlo Scarpa († 28 novembre 1978).
- 8 juillet : Philip Johnson († 25 janvier 2005).
- 23 novembre : Pierre Pinsard († 1988).

## Décès
- 25 juin : Stanford White (° 1853).
- 2 décembre : Gustave Lecomte, architecte français (° 30 mai 1827).